# Prăvălia groazei (film din 1960)

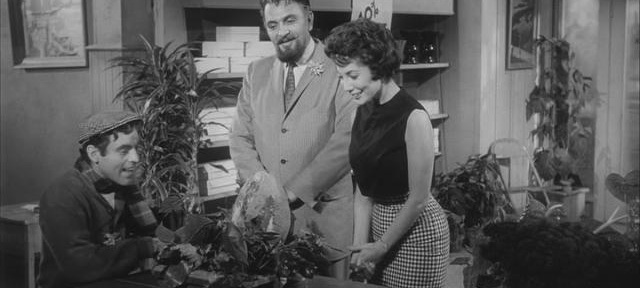
Scenă din film

Prăvălia groazei (în engleză The Little Shop of Horrors) este un film de comedie american din 1960 regizat de Roger Corman. Scris de Charles B. Giffith, filmul este o farsă despre un tânăr, asistent al unui florar, care cultivă o plantă ce se hrănește cu sânge și carne umană. Din distribuție fac parte Jonathan Haze, Jackie Joseph , Mel Welles și Dick Miller, actori cu care Corman mai lucrase și la alte filme de-ale sale. Produs sub numele de The Passionate People Eater, filmul conține un umor original ce combină comedia neagră cu farsa dar și cu umorul Evreiesc. Prăvălia groazei a fost filmat în două zile cu un buget de 30,000 $.
Cu timpul, producția a căpătat statutul de film cult. Popularitatea filmului a crescut odată cu trecerea timpului prin prezența unui tânăr Jack Nicholson care are un mic rol în această peliculă. Filmul a stat la baza creării unui spectacol muzical, Little Shop of Horrors ce mai târziu, în 1986 a fost transformat într-un nou film cu același nume în regia lui Frank Oz.
Prăvălia groazei a fost distribuit ca un program dublu împreună cu filmul de categoria B La maschera del demonio regizat de Mario Bava și apoi cu Last Woman on Earth.

## Actori
- Jonathan Haze . . . . . Seymour Krelboyne
- Jackie Joseph . . . . . Audrey Fulquard
- Mel Welles . . . . . Gravis Mushnick
- Dick Miller . . . . . Burson Fouch
- Jack Nicholson . . . . . Wilbur Force
- John Shaner . . . . . Dr. Phoebus Farb
- Myrtle Vail . . . . . Winifred Krelboyne
- Leola Wendorff . . . . . Siddie Shiva
- Wally Campo . . . . . Detectiv Sergent Joe Fink/Naratorul
- Jack Warford . . . . . Detectiv Frank Stoolie
- Charles B. Griffith . . . . . vocea lui Audrey Junior/Kloy/pacientul bețiv de la dentist/hoțul din florărie